# Monty Python's The Meaning of Life
Monty Python's The Meaning of Life is de vierde (of vijfde als men Monty Python Live at the Hollywood Bowl meetelt) film van de humoristische groep Monty Python en uitgebracht in 1983.

## Verhaal
In deze laatste film van Monty Python gaan de zes komieken op zoek naar de zin van het leven (op hun eigen komische manier). De film is verdeeld in zeven hoofdstukken, de voorfilm niet meegerekend.

### Voorfilm: The Crimson Permanent Assurance
The Crimson Permanent Assurance gaat over de oude mannen van het gelijknamige accountbureau die in opstand komen tegen de managers en het moederbedrijf. Daarbij gaan ze er als piraten vandoor met het gebouw, dat als een soort zeeroversschip op het land vaart. Vervolgens vallen ze de wolkenkrabber van het moederbedrijf, The Very Big Corporation of America, aan. Daarna varen ze onder een zeemanslied de zee van het zakenleven op. De wereld blijkt echter alsnog plat te zijn waarna ze er afvallen.
Deze korte film werd gemaakt zonder medeweten van de andere Pythonleden. Hij werd geregisseerd door Terry Gilliam, die ruim 1 miljoen over het budget heen ging. De film werkte het best alvorens de hoofdfilm daadwerkelijk begon en daarom werd hij aan het begin gemonteerd. Deze korte film was mede de oorzaak dat de volledige film genomineerd werd voor de beste film in Cannes.

### Hoofdfilm
- Part I: The Miracle Of Birth, het eerste hoofdstuk, gaat, zoals de titel al zegt, over geboortes. Doktoren (Chapman en Cleese) voeren een geboorte uit, maar houden zich meer bezig met de apparatuur dan de vrouw, het kind en de echtgenoot zelf. Het tweede gedeelte gaat over een katholieke man die zijn zoveelste kind krijgt. Hij zingt hierna met een massa kinderen een vrolijk lied over waarom volgens God iedere spermacel heilig is: 'Every sperm is sacred' ("Sperm song").
- Part II: Growth and Learning, het tweede hoofdstuk, laat zien hoe een schoolmeester, gespeeld door John Cleese letterlijk seksuele voorlichting geeft aan een klasje totaal ongeïnteresseerde leerlingen. Bij wijze van straf moet een team van leerlingen rugby spelen tegen een team van docenten die grof geweld en vals spel niet blijken te schuwen.
- Part III: Fighting Each Other, het derde hoofdstuk, laat drie oorlogssituaties zien:
  - De eerste laat zien hoe vijf soldaten in de Eerste Wereldoorlog cadeaus willen geven aan hun mentor (Jones), terwijl ze alle zes onder vuur liggen en een voor een afgemaakt worden.
  - De kolonel (Chapman) blijkt de vorige sketch als film vertoond te hebben, om te vertellen waarom oorlog nodig is. Buiten wil een sergeant-majoor (Palin) beginnen met een drill, maar staat zijn soldaten toe te vertrekken als blijkt dat ze wat beters te doen hebben.
  - De volgende scène speelt zich af tijdens de Zoeloe-oorlog. Een officier genaamd Perkins (Idle) is zijn been kwijtgeraakt. De veldarts (Chapman) concludeert dat het been is afgebeten door een tijger, ofschoon deze niet in Afrika voorkomt. Ze besluiten het dier op te sporen en ontdekken onderweg twee als tijger verklede mannen (Palin en Idle). Ze hebben een erg ingewikkelde reeks uitvluchten om te verklaren waarom ze in kostuum rondlopen, maar deze sketch wordt abrupt afgebroken door een man (Gilliam) die "het Midden van de Film" aankondigt.
- The Middle of the Film: Een vreemde vrouw (Palin) nodigt het publiek uit om Find the Fish te spelen. In een surrealistische setting vragen een man met buitengewoon lange armen (Jones), een travestiet (Chapman) en een butler met een olifantenkop zich af waar de vis zich zou kunnen bevinden.
- Part IV: Middle Age, gaat over een Amerikaans toeristenkoppel (Idle en Palin) die in een thematisch restaurant filosofie als gespreksonderwerp bestellen, maar het onderwerp terugsturen als het gesprek tegenvalt.
- Part V: Live organ transplants, gaat over een man met een donorcodicil (Gilliam) die door twee 'dokters' (Cleese en Chapman) gevraagd wordt om zijn lever af te staan. Wanneer hij weigert wordt hij, zonder verdoving, ter plekke van zijn lever beroofd. Zijn vrouw (Jones) wordt daarna ook om haar lever gevraagd en als ze geen besluit kan maken komt The Man in Pink (Idle) uit de koelkast en zingt "The Galaxy Song", waaruit blijkt hoe nietig het bestaan op Aarde eigenlijk is.
- In een vergaderzaal van een kantoorgebouw wordt druk overlegd over de zin van het leven, waarbij een van de voorlopige conclusies luidt dat mensen niet genoeg hoeden dragen. Het gebouw wordt onverwachts aangevallen door Crimson Permanent Assurance uit de voorfilm. Dit probleem wordt vervolgens opgelost door een van de wolkenkrabbers boven op het gebouw van Crimson Permanent Assurance te laten vallen.
- Part VI A: The Autumn Years, is misschien wel de meest beroemde/beruchte scène. De sketch speelt in een duur restaurant, waar een zanger (Idle) de Penis Song ten gehore brengt. Vervolgens betreedt de veel te dikke Mr. Creosote (Jones) het restaurant, schoffeert de kelner (Cleese), bestelt de hele menukaart en braakt alles onder. Het laatste gerecht, een flinterdun mintje, blijkt fataal en doet hem ontploffen.
- Part VI B: The Meaning of Life, speelt zich af in hetzelfde restaurant waar men alle rommel van Mr. Creosote aan het opruimen is. De kelner en schoonmaakster (Jones) voeren een gesprek over de zin van het leven, maar als zij een antisemitische opmerking maakt gooit de ober een emmer vol braaksel over haar heen. Dan wordt het publiek uitgenodigd door een andere ober die hen kilometers ver door de stad naar zijn geboortehuis brengt. Daar geeft hij zijn eigen levensvisie: anderen helpen, maar wordt kwaad wanneer hij niet de reactie krijgt die hij wil.
- Part VII: Death
  - Een wegens seksuele intimidatie ter dood veroordeelde man (Chapman) heeft zijn eigen executie mogen kiezen. Hij laat zich opjagen door topless vrouwen, zodat hij van een klif afrent en in zijn graf stort.
  - In een korte animatiefilm plegen bladeren aan een boom zelfmoord door zich van de takken van een boom af te gooien.
  - Magere Hein (Cleese) komt aan bij een eenzaam landhuis, waar de eigenaar (Chapman) en zijn vrouw (Palin) hem eerst voor een tuinman aanzien. Ze onthalen hem als "Mr. Death" op hun feestje, waarbij hun gasten (o.a. Gilliam, Palin en Jones) filosofische vragen stellen en benieuwd zijn of er een hiernamaals bestaat. De Dood krijgt er genoeg van en schoffeert hen, waarna hij onthult dat ze allemaal al overleden zijn door bedorven zalmmousse. Hij neemt ze vervolgens mee naar de hemel, waar alle personages uit de film samen zitten in een soort Las Vegas-achtige nachtclub. Daar wordt een melig musicalnummer gezongen: "Christmas in Heaven".
- Dit wordt abrupt beëindigd door dezelfde vrouw uit The Middle of the Film, met ditmaal The End of the Film. Hierin krijgen we de zin van het leven te horen, die echter weinig voorstelt: "Probeer aardig voor elkaar te zijn, vermijd ongezond eten, lees af en toe een goed boek, zorg voor wat lichaamsbeweging en probeer in vrede en harmonie te leven met mensen van alle volken en naties."

## Rolverdeling
| Acteur              | Personage                         |
| ------------------- | --------------------------------- |
| Monty Python        | meerdere rollen                   |
| Carol Cleveland     | meerdere rollen                   |
| Simon Jones         | Chadwick / Jeremy Portland-Smythe |
| Patricia Quinn      | Mrs. Williams                     |
| Valerie Whittington | Mrs. Moore                        |